# 에프에스티 (기업)
에프에스티(Fine Semitech Corp)는 대한민국의 기업이다. 본사는 경기도 화성시 동탄면 동탄산단6길 15-23에 위치해 있으며 대표이사는 장명식이다.

## 참고문헌
1. ↑  ‘연내 EUV펠리클 양산 기대’ 에프에스티 순매수 1위, 세데일리, 2024.04.12
2. ↑  디아이, 테스, 한국석유, 에프에스티 등, 인포스톡데일리, 2024.04.15
3. ↑  삼성전자가 430억 투자한 반도체 장비사 ‘에프에스티’… EUV 생태계서 장비·부품 국산화 박차, 조선비즈, 2024.02.20